# Cyklamen
Cyklamen (Cyclamen persicum), även känd som alpviol, är en art i cyklamensläktet i familjen ardisiaväxter som är vildväxande i östra Medelhavsområdet och i Algeriet, alltså inte i Iran (Persien) trots namnet. Arten är en vanlig krukväxt och många sorter med olika utseende har förädlats fram. Ingen annan art av cyklamen odlas i så stor skala. Den vilda arten har oftast vita blommor med röd mynning utan förtjockningar, medan de odlade finns i färgskalan vitt-rosa-purpur-rött. Bladen är hjärtformiga med silvrigt eller ljusgrönt mönster. Knölen är skålad på ovansidan och sticker upp över jordytan.
Plinius d.ä. omtalar cyklamen, och säger att blommans färg fick sitt namn av yllet från Kolossai, colossinus och att svinen gärna åt knölarna Rotknölarna innehåller gifter och de är inte lämpliga för människor. Cyklamen kan också framkalla dermatit, alltså utslag.

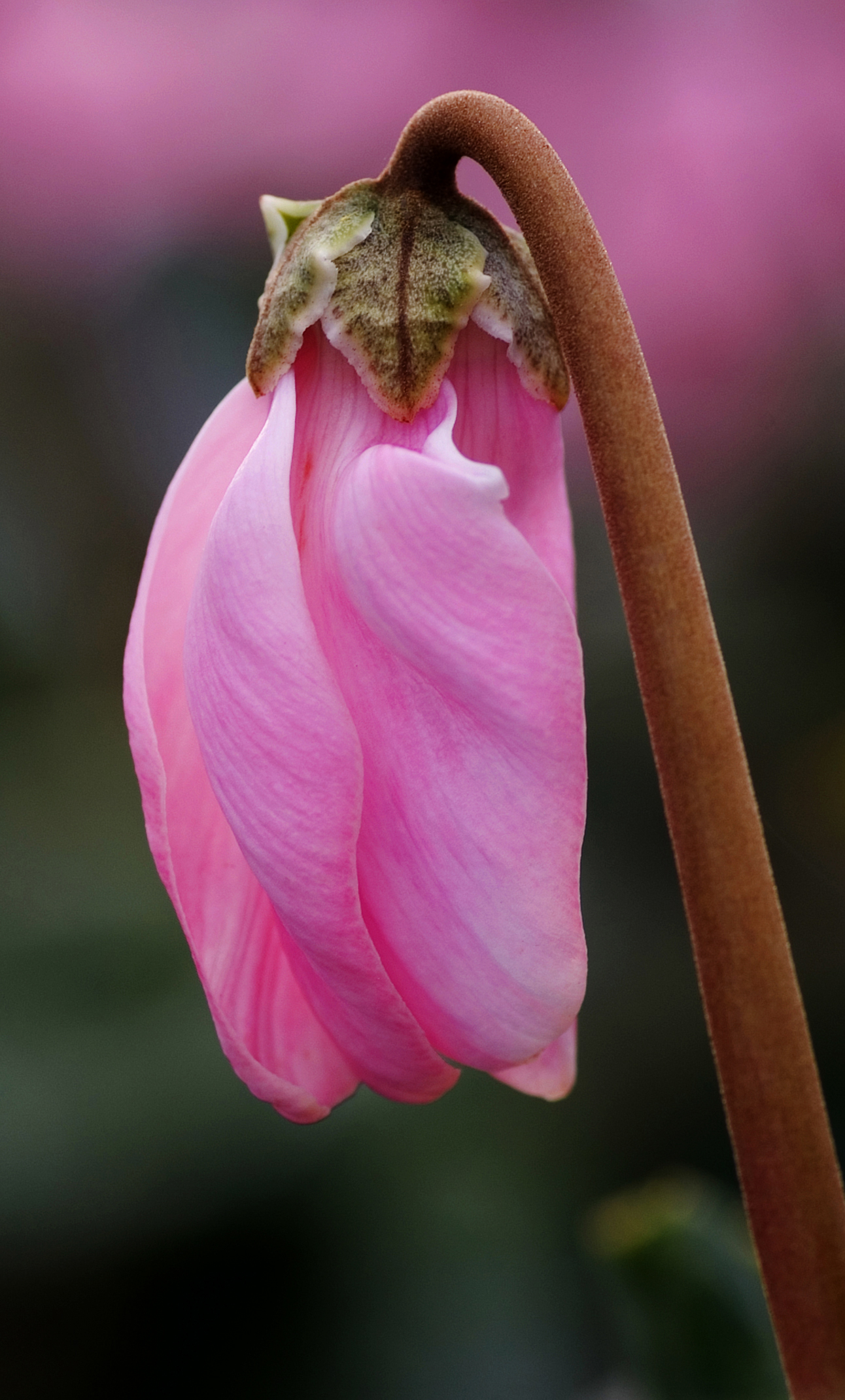
Innan knoppen slår ut är kronbladen hos cyklamen hopsnurrade och nedåtriktade.